# Фонда, Бриджит
Бриджит Джейн Фонда (англ. Bridget Jane Fonda; род. 27 января 1964[…], Лос-Анджелес, Калифорния, США) — американская актриса.

## Биография
Родилась 27 января 1964 в Лос-Анджелесе, Калифорния, в актёрской семье.
Её дед — актёр Генри Фонда, отец — актёр Питер Фонда, тётя — актриса Джейн Фонда. Мать Сьюзан Джейн Брюер была художницей. Её родители развелись, и отец женился вторым браком на Порции Ребекке Крокетт, бывшей жене писателя и сценариста Томаса Макгуэна. После второй свадьбы Бриджит и её брат Джастин (род. 1962) мало общались с отцом и его семьёй.

### Карьера
Впервые появилась на экране вместе с отцом в фильме «Беспечный ездок». Второй ролью была роль без слов в фильме 1982 года «Партнёры». Первое заметное появление актрисы состоялось в фильме «Скандал», главную роль в котором исполнил Джон Хёрт.
В 1990 году актриса сыграла журналистку в третьей части трилогии «Крёстный отец». После нескольких малозаметных ролей в театре и кино, сыграла главную роль в фильме «Одинокая белая женщина», заслужив положительные отзывы критиков.
В 1997 году летела в одном самолёте с режиссёром Квентином Тарантино, который предложил ей роль пляжной девочки в картине «Джеки Браун». Ей также предлагали главную роль в телевизионном сериале «Элли Макбил» (которая позже досталась Калисте Флокхарт), но она отказалась, решив сосредоточиться на карьере в кино. В 2001 году Фонда снялась в боевике «Поцелуй дракона» в роли наркозависимой проститутки Джессики, ставшей свидетельницей убийства и вынужденной объединиться с героем Джета Ли, чтобы выжить и спасти свою дочь. В 2002 году Фонда снялась в телевизионном фильме «Снежная королева» в роли заглавной героини. Эта была последняя роль в её карьере, после чего она ушла из кинематографа и больше нигде не снималась.

### Личная жизнь
29 ноября 2003 года вышла замуж за композитора Дэнни Эльфмана. В январе 2005 года у них родился сын Оливер.

## Фильмография
| Год  |    | Русское название              | Оригинальное название             | Роль                                     |
| ---- | -- | ----------------------------- | --------------------------------- | ---------------------------------------- |
| 1969 | ф  | Беспечный ездок               | Easy Rider                        | ребёнок в коммуне                        |
| 1982 | ф  | Партнёры                      | Partners                          | имя персонажа неизвестно                 |
| 1987 | ф  | Ария                          | Aria                              | любовница                                |
| 1988 | ф  | С любовью спешить не стоит    | You Can’t Hurry Love              | Пегги Келлогг                            |
| 1988 | мф | Гандахар                      | Gandahar                          | историк                                  |
| 1989 | тф | Иакова Я возлюбил             | Jacob Have I Loved                | Луиза Брэдшоу                            |
| 1989 | ф  | Скандал                       | Scandal                           | Мэнди Рис-Дэвис                          |
| 1989 | ф  | Отрыв                         | Shag                              | Мелайна                                  |
| 1989 | с  | Джамп-стрит, 21               | 21 Jump Street                    | Молли «Мохо» Чапмен                      |
| 1989 | ф  | Без бретелек                  | Strapless                         | Эми Хемпель                              |
| 1989 | тф | На краю                       | The Edge                          | Дорайт                                   |
| 1990 | ф  | Франкенштейн освобождённый    | Frankenstein Unbound              | Мэри Годвин                              |
| 1990 | ф  | Крёстный отец 3               | The Godfather: Part III           | Грейс Гамильтон                          |
| 1991 | ф  | Железный лабиринт             | Iron Maze                         | Крис Сугита                              |
| 1991 | ф  | Вредный Фред                  | Drop Dead Fred                    | Аннабелла                                |
| 1991 | ф  | Возникший из дождя            | Out of the Rain                   | Джо                                      |
| 1991 | ф  | Доктор Голливуд               | Doc Hollywood                     | Нэнси Ли Николсон                        |
| 1992 | ф  | Кожаные куртки                | Leather Jackets                   | Клауди                                   |
| 1992 | ф  | Одинокая белая женщина        | Single White Female               | Элли Джонс                               |
| 1992 | ф  | Одиночки                      | Singles                           | Джанет Ливермор                          |
| 1992 | ф  | Армия тьмы                    | Army of Darkness                  | Линда                                    |
| 1993 | ф  | Взрослая жизнь                | Bodies, Rest & Motion             | Бет                                      |
| 1993 | ф  | Возврата нет                  | The Assassin / Point Of No Return | Мэгги Хейворд / Клаудиа Энн Доран / Нина |
| 1993 | ф  | Маленький Будда               | Little Buddha                     | Лиза Конрад                              |
| 1994 | ф  | Счастливый случай             | It Could Happen to You            | Ивонн                                    |
| 1994 | ф  | Дорога на Веллвилл            | The Road to Wellville             | Элеонор Лайтбоди                         |
| 1994 | ф  | Камилла                       | Camilla                           | Фреда Лопес                              |
| 1995 | ф  | Магия                         | Rough Magic                       | Майра                                    |
| 1995 | мф | Балто                         | Balto                             | Дженна                                   |
| 1996 | ф  | Мэрия                         | City Hall                         | Мэрибет Коган                            |
| 1996 | ф  | Утеха сердца моего            | Grace of My Heart                 | Келли Портер                             |
| 1997 | ф  | Прикосновение                 | Touch                             | Линн Мэри Фолкнер                        |
| 1997 | тф | В сумерках                    | In the Gloaming                   | Энн                                      |
| 1997 | ф  | Мистер Ревность               | Mr. Jealousy                      | Ирэн                                     |
| 1997 | ф  | Джеки Браун                   | Jackie Brown                      | Мелани                                   |
| 1998 | ф  | Разрыв                        | Break Up                          | Джимми Дейд                              |
| 1998 | ф  | Я — Элвис, ты — Мэрилин       | Finding Graceland                 | Эшли                                     |
| 1998 | ф  | Простой план                  | A Simple Plan                     | Сара Митчелл                             |
| 1999 | ф  | Лэйк Плэсид: Озеро страха     | Lake Placid                       | Келли Скотт                              |
| 2000 | ф  | К югу от рая, к западу от ада | South of Heaven, West of Hell     | Аделайн Данфрис                          |
| 2001 | ф  | Ангел-хранитель               | Delivering Milo                   | Элизабет                                 |
| 2001 | мф | Обезьянья кость               | Monkeybone                        | доктор Джули МакЭлрой                    |
| 2001 | ф  | Поцелуй дракона               | Kiss of the Dragon                | Джессика Камен                           |
| 2001 | с  | Ночные видения                | Night Visions                     | Мэри                                     |
| 2001 | ф  | Семейное дело                 | The Whole Shebang                 | Вэл Базинни                              |
| 2001 | тф | Необычный ребенок             | After Amy / No Ordinary Baby      | Линда Санклэр                            |
| 2002 | с  | Шоу Криса Айзека              | The Chris Isaak Show              | Стефани Фёрст                            |
| 2002 | тф | Снежная королева              | Snow Queen                        | Снежная королева                         |

## Награды и номинации

### Номинации
- 1990 — Золотой глобус — лучшая актриса второго плана (за роль в фильме «Скандал»)
- 1997 — Эмми — лучшая актриса второго плана в мини-сериале или фильме (за роль в фильме «В сумерках»)
- 2002 — Золотой глобус — лучшая актриса в мини-сериале и телефильме (за роль в фильме «Необычный ребёнок»)